# 이란 철학

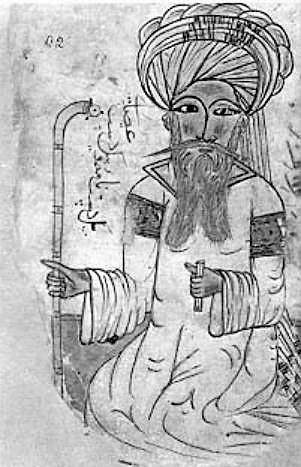
페르시아 철학자 이븐 시나

이란 철학은 그리스 철학을 바탕으로 페르시아인들이 전개시킨 사상이다.

그리스철학을 바탕으로 하고 그 밖의 사상적 영향 아래 이슬람교도의 입장에서 전개시킨 사상을 이슬람철학이라 하며, 그 대부분이 아랍어(語)를 통하여 이루어졌으므로 아랍철학이라고도 하나, 그 중에서 페르시아인(人)에 의해 이루어진 것을 페르시아철학이라고 한다.
중세 서유럽에도 알려진 이븐 시나 외에 파하르츠디인 라지, 나시르츠 딘 투지 등의 철학적 사색이 바로 이에 해당된다.
또한 이와 같은 조류를 받아들이면서 이슬람교 시아파(派)의 입장에서 신학적 저술을 한 알 히츠리, 밀 다마드, 모츠라 사드라 등의 사상도 넓은 의미에서 페르시아철학에 포함시킬 수 있다.

## 사상
페르시아인에게 외래 종교인 이슬람이 유입되기 전, 페르시아 철학에서 직관은 최고의 화두였다.

## 페르시아 철학가
- 이븐 시나: 아리스토텔레스, 플라톤의 철학을 통해 이슬람을 해석하였다.
- 오마르 하이얌: 11세기 페르시아를 풍미했다.[4]

## 같이 보기
- 동양 철학
- 고대철학